# Jared Diamond
Jared Mason Diamond (Boston, 10 de septiembre de 1937) es un geógrafo y escritor estadounidense de literatura científica, biólogo, fisiólogo evolucionista y biogeógrafo. Es doctor por la Universidad de Cambridge, Reino Unido, y profesor de geografía en la Universidad de California en Los Ángeles.

## Planteamientos
Ganó el premio Pulitzer en 1998 por su libro Armas, gérmenes y acero (Guns, Germs and Steel. 1997).  Es autor también de Colapso. ¿Por qué unas sociedades perduran y otras desaparecen? (Collapse: How Societies Choose to Fail or Succeed. 2004) y su última obra El mundo hasta ayer. ¿Qué podemos aprender de las sociedades tradicionales?) (The World Until Yesterday. 2012) con la que completa su trilogía acerca de la gobernanza de recursos naturales y sobre cómo, mirando al pasado, podemos aprender de sociedades con diferentes visiones acerca de la guerra, el lenguaje, la salud y la religión, entre otros.
En los dos primeros libros, el autor trató la evolución de sociedades a partir de factores materiales como condiciones ecológicas, disponibilidad de recursos e influencia de la tecnología, lo que le acerca al materialismo cultural, pero no al determinismo, ya que insiste en que el destino de las sociedades depende de las decisiones que estas toman. 
El tercer libro es una compilación de trabajos académicos sobre las características de las sociedades tradicionales de Oceanía, América del Sur y África. Diamond se centra en sus diferentes visiones acerca de la crianza, el cuidado de los mayores, la guerra, la religión, la salud y otros aspectos, con todo lo cual invita a reflexionar sobre el futuro de la sociedad moderna.[cita requerida]
Dos de las ideas expuestas en este libro han sido objeto de controversia. Por un lado, la consideración de que las sociedades tribales viven en el pasado y no se han adaptado a los nuevos desafíos que supone subsistir en la época actual y, por otro, la afirmación de que la mayoría de tribus se encuentran en un estado de guerra constante.
El trabajo de Diamond ha tenido un cierto impacto académico, en especial entre los ecólogos. Sus tesis sobre geografía humana, referentes a la domesticación de las plantas por los humanos, el origen del éxito de la civilización occidental y el efecto de que Eurasia se extienda en longitud (dirección E-O) y no en latitud (dirección N-S) —en contraposición con el alto y estrecho de África y América— en la adaptación de las plantas domesticadas a nuevos territorios, como motivo de que las primeras grandes potencias estuvieran en Europa y Asia son algunos de los asuntos que Diamond ha analizado con cierto detalle. Diamond ha mostrado que numerosas condiciones geográficas, materiales o asociadas a los recursos disponibles han tenido un impacto notable en el desarrollo de las sociedades humanas.

## Obras

### El tercer chimpancé (1991)
El primer libro popular de Diamond, El tercer chimpancé: La evolución y el futuro del animal humano (1991), examina la evolución humana y su relevancia para el mundo moderno, incorporando evidencias de antropología, biología evolutiva, genética, ecología y lingüística. El libro rastrea cómo los humanos evolucionaron para ser tan diferentes de otros animales, a pesar de compartir más del 98% de nuestro ADN con nuestros parientes animales más cercanos, los chimpancés. El libro también examina los orígenes animales del lenguaje, el arte, la agricultura, el tabaquismo y el consumo de drogas, y otros atributos humanos aparentemente únicos. Fue bien recibido por la crítica y ganó el Premio Rhône-Poulenc de 1992 de Science Books y el Premio del Libro de Los Angeles Times.

### Armas, gérmenes y acero (1997)
Su segundo y más conocido libro de ciencia popular, Guns, Germs and Steel: The Fates of Human Societies, se publicó en 1997. Se pregunta por qué los pueblos de Eurasia conquistaron o desplazaron a los nativos americanos, australianos y africanos, en vez de ocurrir al revés. Argumenta que este resultado no se debió a las ventajas biológicas de los propios pueblos de Eurasia sino a las características del continente euroasiático, en particular, su gran diversidad de plantas silvestres y especies animales adecuadas para la domesticación y su eje principal este / oeste que favoreció la propagación de esos animales domesticados, personas y tecnologías en largas distancias con pocos cambios de latitud. 
La primera parte del libro se centra en las razones por las cuales solo unas pocas especies de plantas y animales silvestres resultaron adecuadas para la domesticación. 
La segunda parte discute cómo la producción local de alimentos basada en esos productos domesticados condujo al desarrollo de poblaciones humanas densas y estratificadas, la escritura, la organización política centralizada y las enfermedades infecciosas epidémicas. 
La tercera parte compara el desarrollo de la producción de alimentos y de las sociedades humanas entre los diferentes continentes y regiones del mundo. 
Guns, Germs and Steel se convirtió en un best-seller internacional, se tradujo a 33 idiomas y recibió varios premios, incluido un Pulitzer, un Aventis Prize for Science Books y el 1997 Phi Beta Kappa Award in Science. Una serie documental de televisión basada en el libro fue producida por la National Geographic Society en 2005.

### ¿Por qué el sexo es divertido? (1997)
En su tercer libro, Why is Sex Fun?, discute los factores evolutivos que subyacen a las características de la sexualidad humana que se dan por descontados, pero que son muy inusuales entre nuestros parientes animales. Esas características incluyen una relación de pareja a largo plazo (matrimonio), la coexistencia de parejas que cooperan en lo económico dentro de un territorio comunal compartido, la provisión de cuidado parental por padres y madres, tener relaciones sexuales en privado en lugar de público, ovulación encubierta, la receptividad del sexo femenino que abarca la mayor parte del ciclo menstrual (incluidos los días de infertilidad), la menopausia femenina, pero no la masculina, y las características sexuales secundarias distintivas.

### Colapso (2005)
El siguiente libro, Colapso: Por qué unas sociedades perduran y otras desaparecen, examina una serie de sociedades pasadas, en un intento de identificar por qué colapsaron o continuaron prosperando y considera lo que las sociedades contemporáneas pueden aprender de estos ejemplos históricos. Al igual que en Guns, Germs, and Steel, argumenta en contra de las explicaciones del fracaso de las sociedades del pasado basadas en factores culturales, centrándose en cambio en la ecología. Entre las sociedades mencionadas se encuentran los vikingos y los inuit de Groenlandia, los mayas, los anasazi, los indígenas de Rapa Nui (isla de Pascua), Japón, Haití, la República Dominicana y la moderna Montana. Concluye preguntando por qué algunas sociedades toman decisiones desastrosas, cómo las grandes empresas que afectan el medio ambiente, cuáles son nuestros principales problemas ambientales en la actualidad y qué pueden hacer las personas con respecto a esos problemas. Al igual que Guns, Germs y Steel, Collapse se tradujo a docenas de idiomas, se convirtió en un best-seller internacional y fue la base de un documental de televisión producido por la National Geographic Society.
Fue nominado para el Royal Society Prize for Science Books.

### La controversia de "La venganza es nuestra" y Experimentos naturales en la historia (2010)
En 2008, Diamond publicó un artículo en The New Yorker titulado "Vengeance Is Ours", que describe el papel de la venganza en la guerra tribal en Papúa Nueva Guinea. Un año después, dos indígenas mencionados en el artículo presentaron una demanda contra Diamond y The New Yorker alegando que el artículo los difamaba. En 2013, The Observer informó que la demanda "se retiró por consentimiento mutuo después de la muerte repentina del abogado".
En 2010, Diamond co-editó (con James Robinson) Natural Experiments of History, una colección de siete estudios de casos que ilustran el enfoque multidisciplinario y comparativo para el estudio de la historia que defiende. El título del libro se basa en el hecho de que no es posible estudiar la historia por los métodos preferidos de las ciencias de laboratorio, es decir, mediante experimentos controlados que comparan las sociedades humanas replicadas como si fueran tubos de ensayo de bacterias. En cambio, uno debe mirar los experimentos naturales en los que las sociedades humanas, que son similares en muchos aspectos, han sido históricamente perturbadas, ya sea por diferentes condiciones iniciales o por diferentes impactos. El libro clasifica experimentos naturales, discute las dificultades prácticas de estudiarlos, y ofrece sugerencias sobre cómo abordar esas dificultades.

### El mundo hasta ayer (2012)
The World Until Yesterday pregunta qué puede aprender el mundo occidental de las sociedades tradicionales. Examina 39 sociedades tradicionales de agricultores y cazadores-recolectores en pequeña escala con respecto a cómo se enfrentan a los problemas humanos universales. Los problemas discutidos incluyen: dividir el espacio, resolver disputas, educar a los hijos, tratar a los ancianos, enfrentar los peligros, formular religiones, aprender varios idiomas y mantenerse saludable. El libro sugiere que algunas prácticas de las sociedades tradicionales podrían ser adoptadas en el mundo industrial moderno actual, ya sea por los individuos o por la sociedad.

### Crisis (2019)
En Crisis: cómo enfrentan los países los momentos decisivos Diamond examina si las naciones pueden encontrar lecciones durante las crisis de la misma manera que lo hacen las personas. Las naciones consideradas son Finlandia, Japón, Chile, Indonesia, Alemania, Australia y los Estados Unidos. Anand Giridharadas, que revisó el libro para The New York Times, afirmó que el libro contenía muchas imprecisiones fácticas. Daniel Immerwahr, que lo revisó para The New Republic, informa que Diamond ha "desechado el análisis estadístico" y el rigor asociado, incluso según los estándares de sus libros anteriores, que a veces han sido cuestionados sobre esta base.

## Publicaciones

### Libros
En inglés
- 1972 - Avifauna of the Eastern Highlands of New Guinea, Publications of the Nuttall Ornithological Club, No. 12, Cambridge, Mass., pp. 438.
- 1975 - M. L. Cody and J. M. Diamond, eds. Ecology and Evolution of Communities. Belknap Press, Harvard University Press, Cambridge, Mass.
- 1979 - J. M. Diamond and M. LeCroy. Birds of Karkar and Bagabag Islands, New Guinea. Bull. Amer. Mus. Nat. Hist. 164:469-531
- 1984 - J. M. Diamond. The Avifaunas of Rennell and Bellona Islands. The Natural History of Rennell Islands, British Solomon Islands 8:127-168
- 1986 - J. M. Diamond and T. J. Case. eds. Community Ecology. Harper and Row, New York
- 1986 - B. Beehler, T. Pratt, D. Zimmerman, H. Bell, B. Finch, J. M. Diamond, and J. Coe. Birds of New Guinea. Princeton University Press,Princeton
- 1992 - The Third Chimpanzee: The Evolution and Future of the Human Animal, ISBN 0-06-098403-1
- 1997 - Why is Sex Fun? The Evolution of Human Sexuality, ISBN 0-465-03127-7
- 1997 - Guns, Germs, and Steel: The Fates of Human Societies. W.W. Norton & Co. ISBN 0-393-06131-0
- 2001 - The Birds of Northern Melanesia: Speciation, Ecology, & Biogeography (with Ernst Mayr), ISBN 0-19-514170-9
- 2003 - Guns, Germs, and Steel Reader's Companion, ISBN 1-58663-863-7.
- 2005 - Collapse: How Societies Choose to Fail or Succeed. New York: Viking Books. ISBN 1-58663-863-7
- 2006 - [reedición] The Third Chimpanzee: The Evolution and Future of the Human Animal. New York: HarperCollins. ISBN 0-06-084550-3
- 2010 - Natural Experiments of History (con James A. Robinson). ISBN 0-674-03557-7, ISBN 978-0-674-03557-7
- 2012 - The World Until Yesterday: What Can We Learn from Traditional Societies?. New York: Viking Books. ISBN 978-0670024810
- 2015 - The Third Chimpanzee for Young People: The Evolution and Future of the Human Animal. ISBN 9781609806118
- 2019 - Upheaval: How Nations Cope with Crisis and Change.ISBN 978-0316409131

En español
- 1994 - El tercer chimpancé: origen y futuro del animal humano, Madrid, Debate, 2007, ISBN 84-8306-694-7
- 1996 - Por qué es divertido el sexo: La evolución de la sexualidad humana, Madrid, Debate, 2007, ISBN 84-8306-695-5
- 2004 - Armas, gérmenes y acero: breve historia de la humanidad en los últimos trece mil años, Madrid, Debate, 2006, ISBN 84-8306-579-7
- 2006 - Colapso: por qué unas sociedades perduran y otras desaparecen, Barcelona, Debate, 2006, ISBN 84-8306-648-3
- 2013 - El mundo hasta ayer: ¿Qué podemos aprender de las sociedades tradicionales?, Barcelona, Debate, 2013, ISBN 84-9992-319-4
- 2015 - Sociedades comparadas: un pequeño libro sobre grandes temas, Barcelona, Debate, 2016, ISBN 9788499925585

### Artículos científicos
Ha escrito numerosos artículos en prestigiosas revistas, entre ellos:
- Akemi L. Kawaguchi, James C. Y. Dunn, Mandy Lam, Timothy P. O'Connor, Jared Diamond and Eric W. Fonkalsrud: "Glucose uptake in dilated small intestine", en Journal of Pediatric Surgery, Vol. 33, I. 11, noviembre de 1998, pp. 1670-1673
- Fresca Swaniker, Weihong Guo, Jared Diamond and Eric W. Fonlalsrud: "Delayed effects of epidermal growth factor after extensive small bowel resection", en Journal of Pediatric Surgery, Vol. 31, I. 1, enero de 1996, pp. 56-60
- Jared Diamond: "Quaternary megafaunal extinctions: Variations on a theme by paganini", en Journal of Archaeological Science, Vol. 16, I. 2, marzo de 1989, pp. 167-175